# Toby Hemingway
Pour les articles homonymes, voir Hemingway (homonymie).
Toby Hemingway est un acteur anglais né le 28 mai 1983 à Brighton en Angleterre.

## Biographie
Toby a grandi à Brighton avec sa mère qui est d'origine italienne, Annamaria Hemingway et son frère aîné, Jay. Il n'a jamais connu son père c'est pour cela qu'il porte le nom de sa mère, Hemingway. À l'âge de 13 ans, il emménage à Ojai en Californie (États-Unis).

## Carrière
En 2001, il est entré à l'American Academy Of Dramatic Arts à New York. La même année, il a signé avec l'International Creative Management. En 2005, il a fait ses premiers pas d'acteur à la télévision en apparaissant dans les deux séries TV Bones et Summerland. En 2006, il a joué dans le film Le Pacte du sang avec Chace Crawford et Sebastian Stan avec lequel est resté très amis. En 2007, il a joué dans un autre film Feast of Love. En 2008, il a joué dans un épisode des Experts. En juillet 2010, il a joué dans le clip de la chanteuse de Country Taylor Swift, Mine.

## Filmographie
- 2004 : Indio, U.S.A : Ricky.
- 2005 : Summerland : Jason Warner (1 épisode).
- 2005 : Bones : Tucker Pattison (1 épisode).
- 2006 : Le Pacte du sang : Reid Garwin.
- 2007 : Feast of Love : Oscar.
- 2008 : Les Experts : Miami : Trey Holt (saison 6, épisode 19).
- 2009 : Street : Eric.
- 2010 : Black Swan : Tom.
- 2011 : Into The Darkness : Chase.
- 2011 : Time Out : Kors.
- 2012- : The Finder (saison 1) :  Timo Proud
- 2012 : Playback : Quinn

## Vidéoclips
- 2010 : Mine (Taylor Swift).